# Air Libya
Air Libya es una aerolínea de propiedad privada con base en Bengasi, Libia. Fue fundada en 1996 como Air Libya Tibesti y tenía inicialmente su base en Trípoli. La compañía efectúa actualmente vuelos chárter de apoyo a la industria petrolífera, así como algunos vuelos regulares y chárter ad hoc. Su principal base de operaciones es el Aeropuerto Internacional de Benina, Bengasi.

## Destinos
Air Libya efectúa los siguientes vuelos regulares:
- Destinos domésticos regulares: Bengasi, Kufra, Sabha, Tobruk

- Destinos regulares internacionales: El Fasher, Sudán; Alejandría, Egipto; Agades, Níger; Yamena, Chad.

## Flota
La flota de Air Libya incluye los siguientes aviones (a febrero de 2021):
| Bae 146-200 | 1 | — |  |  |  |  |
| Avro RJ100  | 4 | — |  |  |  |  |
| Total       | 5 | — |  |  |  |  |